# ホリーヘッド
ホリーヘッド（英: Holyhead、[ˈhɒlɪhɛd] ( 音声ファイル) HOL-i-hed、ウェールズ語: Caergybi、「キビの町」の意、ホーリーヘッドとも）は、ウェールズ北部のアングルシーにある港町。アイリッシュ海の対岸にはアイルランドの首都ダブリンがある。人口1万3659人（2011年）。

## 歴史

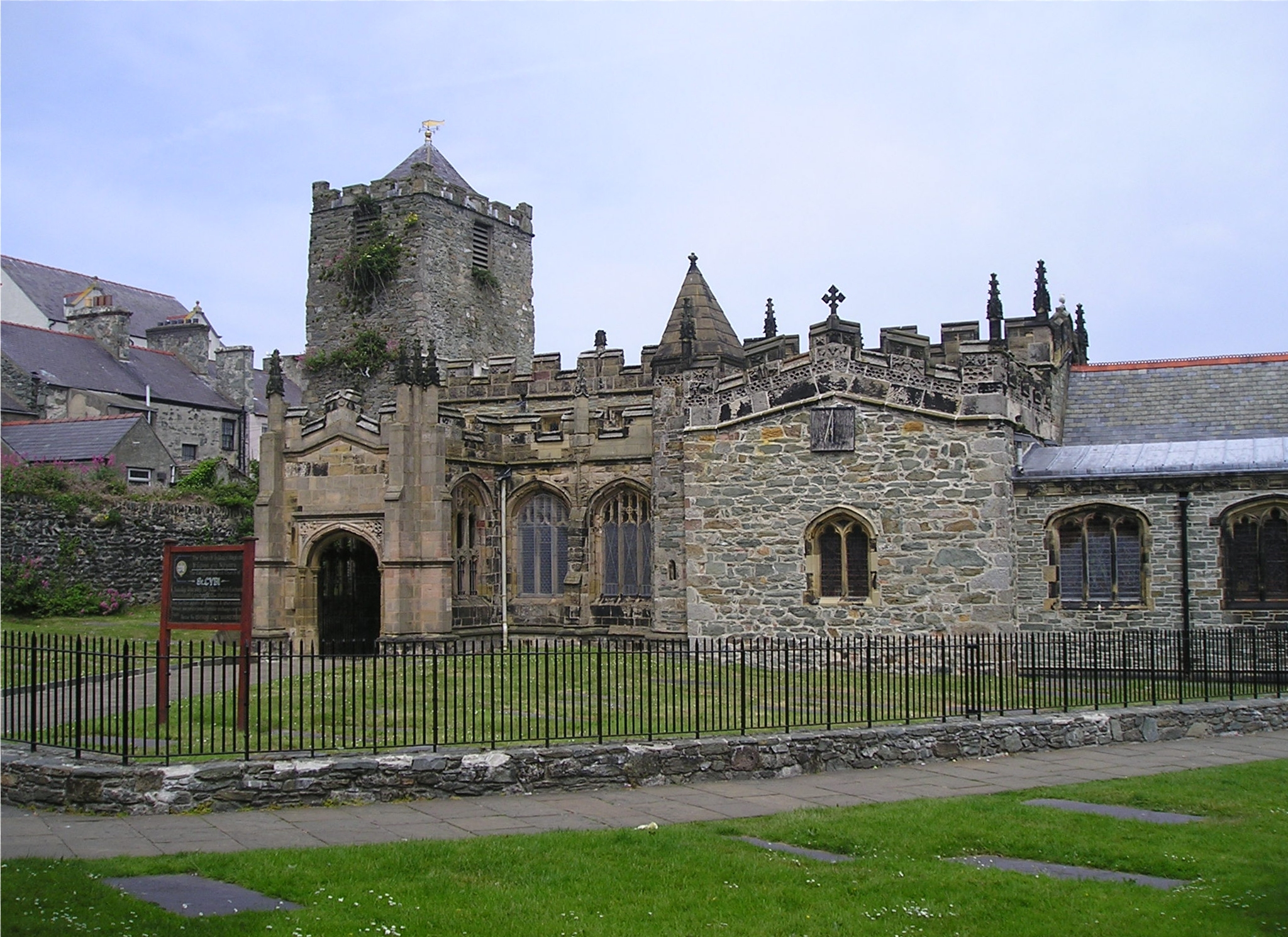
聖キビ教会堂

### 古代
人類は4000年前からホリーヘッドとアイルランドを行き来したことが、考古学的な研究から分かっている。
市街は古代ローマのカストラの内側に建てられた聖キビ教会を中心にして形成された（第四の城壁は海原で、アクセス手段にもなっている）。ローマはまた、ホリーヘッド山の「マニズ・イ・トウル」 (Mynydd y Twr) という先史時代のヒルフォートに望楼をもうけた。先史時代から人類が定住していたとされ、円形の住居、墓所、列石が全英有数の濃さで見つかっている。

### 近代
16世紀半ばにアングルシー島とホリー島は石橋で初めて結ばれた。この橋はホーリーヘッドから南に4マイル（6キロ）の位置に建設されたので「フォーマイルブリッジ」と命名された。
1822年、ホーリーヘッドに近い位置に土橋が建設されて、アングルシー島との行き来が改善された。この橋は地元では「コブ」と呼ばれている。
トーマス・テルフォードがロンドンとのあいだで郵便馬車街道を整備すると、ホリーヘッドはロンドンとダブリンをむすぶロイヤルメールの要地として地歩を固めた。街道の終点であるアドミラルティ・アーチは、1821年のジョージ4世行幸を記念してトマス・ハリソンが1822年から1824年にかけ制作したもので、アイリッシュ・メール黄金期の象徴とされる。
ロンドン-リヴァプール間で鉄道が開業した1839年には英愛郵便拠点の座をリヴァプール港に一時取って代わられたが、1850年にチェスター・アンド・ホリーヘッド鉄道が開業、ホリーヘッド駅が設けられると積み出し港として復活した。この路線は現在ノース・ウェールズ・コースト線となっている。
海事におけるホリーヘッドの重要性は、全長2.8kmにおよぶ防波堤が築かれた19世紀後半に頂点を迎えた。これによって港は、リヴァプールやランカシャーの工業地帯へ向かう船舶を荒波からまもる安全港になった。海にまつわる遺産は海事博物館に保管されている。
2001年、A5号線に並行する高速道路のA55号線がホーリーヘッドまで開通した。これにより、北ウェールズひいてはイギリス全土の高速道路網に乗せられた。このハイウェイは欧州ルートE22号線に指定されているため、建設費用は主に欧州連合が拠出した。アングルシー島ではPFI方式が取られた。

## 交通

### 航路
ホリーヘッド港のフェリーターミナルは年に200万人以上が利用する。
欧州最大手のフェリー企業「ステナライン (Stena Line) 」、および「アイリッシュ・フェリー ( Irish Ferries )」は、イングランド北部ないしウェールズとアイルランドとをむすぶダブリン便（1日複数便）とダン・レアリー便（1日1便のみ）を運航している。
ホリーヘッド山の向こうのサウス・スタック灯台は一般に開放されている。バードウォッチャーのあいだでもこの辺りは人気である。

### 鉄道
ノース・ウェールズ・コースト線の終点であるホリーヘッド駅が所在し、アヴァンティ・ウェスト・コーストによってロンドン・ユーストン駅への長距離列車が、トランスポート・フォー・ウェールズによってカーディフ・セントラル駅などへの列車が運行されている。

## 経済
リオ・ティント傘下のアングルシー・アルミニウムが郊外に大規模なアルミニウムの精錬所を設けている。近くではボーキサイトも精製される。ジャマイカやオーストラリアから運ばれてきたアルミニウムやボーキサイト原石は、港に停泊中の貨物船から地中のベルトコンベヤを通じて直接工場にもたらされる。
精錬所はケマイス近くのウィルファ原子力発電所から電力供給を受けているが、原発の発電許可が2012年に切れるため、工場の財務健全性の問題が浮上している。

## 気候
イギリス諸島に見られる海洋性気候で、夏は涼しく冬は暖かい。アイリッシュ海に臨むため、風が強い。最寄りの測候所は市街の南東7kmのバレー空軍基地にある。
| バレー空軍基地の1971年から30年間の気候 | バレー空軍基地の1971年から30年間の気候 | バレー空軍基地の1971年から30年間の気候 | バレー空軍基地の1971年から30年間の気候 | バレー空軍基地の1971年から30年間の気候 | バレー空軍基地の1971年から30年間の気候 | バレー空軍基地の1971年から30年間の気候 | バレー空軍基地の1971年から30年間の気候 | バレー空軍基地の1971年から30年間の気候 | バレー空軍基地の1971年から30年間の気候 | バレー空軍基地の1971年から30年間の気候 | バレー空軍基地の1971年から30年間の気候 | バレー空軍基地の1971年から30年間の気候 | バレー空軍基地の1971年から30年間の気候 |
| 月                                     | 1月                                    | 2月                                    | 3月                                    | 4月                                    | 5月                                    | 6月                                    | 7月                                    | 8月                                    | 9月                                    | 10月                                   | 11月                                   | 12月                                   | 年                                     |
| -------------------------------------- | -------------------------------------- | -------------------------------------- | -------------------------------------- | -------------------------------------- | -------------------------------------- | -------------------------------------- | -------------------------------------- | -------------------------------------- | -------------------------------------- | -------------------------------------- | -------------------------------------- | -------------------------------------- | -------------------------------------- |
| 平均最高気温 °C （°F）                 | 8.0 (46.4)                             | 8.0 (46.4)                             | 9.4 (48.9)                             | 11.6 (52.9)                            | 14.7 (58.5)                            | 16.8 (62.2)                            | 18.8 (65.8)                            | 18.9 (66)                              | 16.9 (62.4)                            | 14.0 (57.2)                            | 10.8 (51.4)                            | 8.9 (48)                               | 13.1 (55.6)                            |
| 平均最低気温 °C （°F）                 | 3.5 (38.3)                             | 3.1 (37.6)                             | 4.3 (39.7)                             | 5.3 (41.5)                             | 7.8 (46)                               | 10.3 (50.5)                            | 12.5 (54.5)                            | 12.6 (54.7)                            | 11.1 (52)                              | 8.8 (47.8)                             | 6.0 (42.8)                             | 4.4 (39.9)                             | 7.5 (45.5)                             |
| 降水量 mm （inch）                     | 81.6 (3.213)                           | 60.3 (2.374)                           | 66.9 (2.634)                           | 51.5 (2.028)                           | 45.4 (1.787)                           | 50.9 (2.004)                           | 48.6 (1.913)                           | 67.5 (2.657)                           | 72.9 (2.87)                            | 90.1 (3.547)                           | 100.6 (3.961)                          | 91.6 (3.606)                           | 827.9 (32.594)                         |
| 平均月間日照時間                       | 58.3                                   | 80.8                                   | 114.1                                  | 175.8                                  | 229.4                                  | 205.2                                  | 203.7                                  | 192.2                                  | 145.2                                  | 107.0                                  | 63.0                                   | 46.8                                   | 1,621.4                                |
| 出典：MetOffice                        |                                        |                                        |                                        |                                        |                                        |                                        |                                        |                                        |                                        |                                        |                                        |                                        |                                        |

## 文化・芸術
ホリーヘッドは1927年のナショナル・アイステズボッド（ウェールズの音楽と詩の祭典）開催地になった。アングルシー海岸遊歩道の起終点でもある。
かつての修道院附属礼拝堂には常設芸術展、パフォーマンス、ワークショップ、映画上映などを行う芸術会館「ウチェルドール・センター」が入っている。また、ウェールズ初の救難艇倉庫とされる建物にはホリーヘッド海事博物館がある。
2001年の国勢調査によると、ウェールズ語を話す住民は全体の47%を占める。もっともパーセンテージが高い年齢層は15歳で、66%がウェールズ語を話すことができる。

## スポーツ

### サッカークラブ
町の主要なサッカークラブはホリーヘッド・ホッツパールFCで、ウェールズ2部のキムル・アライアンス（二軍は同五部のグウィネズ・リーグ）でプレイしている。ホリーヘッド・グウェルフォル・アスレティックはウェールズ6部のアングルシー・リーグに所属する。

### コースティアリング
島の断崖はコースティアリング（海に飛び込んだり崖をよじ登るスポーツ）のポイントとなっている。
2008年初頭にダニエルとバーニーのジョーンズ兄弟が開いたジェディ教の草創期の教会がある。
ホリーヘッド高校（旧：州立中等学校）はイギリスで最初の総合中等学校（コンプレヘンシブ・スクール）である。

## ゆかりの人物
- デイビッド・クリスタル - 言語学者。当地に住み、芸術会館「ウチェルドール・センター」を支援した
- フランシス・ドッド - 肖像画家。当地生まれ
- ジョン・フォックス＝ラッセル - 軍人。ヴィクトリア十字章受章者
- ドーン・フレンチ - コメディアンで女優。当地生まれ
- グレニス・キノック - 政治家
- トニー・ロバーツ - 国際的に活躍するサッカー選手。当地生まれ
- レイモンド・スウィートマン - バスギター奏者。当地生まれ
- R・S・トマス - 詩人。当地育ち
- レイ・ウィリアムズ - 重量挙げ選手。コモンウェルスゲームズ金メダリスト。当地生まれ

## 姉妹都市
- グレイストーンズ（アイルランド、2012年1月20日締結[5]）